# Laodice IV
Laodice (en llatí Laodice, en grec antic Λαοδίκη) va ser una princesa selèucida filla d'Antíoc III el Gran i de la reina Laodice III.
Es va casar amb el seu germà gran Antíoc, que va morir en vida del pare el 195 aC, amb el que va tenir una filla, Nice, casada amb Farnaces I rei del Pont. Es va casar després amb el seu germà petit Seleuc que després va ser Seleuc IV Filopàtor, i va ser per tant mare de Demetri I Sòter (Demetri el jove), i d'una filla també anomenada Laodice, casada amb Perseu de Macedònia. I encara es va casar després amb un altre germà, Antíoc IV, i van tenir un fill, que va ser també rei amb el nom d'Antíoc V Eupator.